# Hugo Vieira
Hugo Vieira (ur. 25 lipca 1988 w Barcelos) – portugalski piłkarz występujący na pozycji napastnika.

## Kariera piłkarska
Od 2006 roku występował w Santa Maria, Girondins Bordeaux, Estoril Praia, Gil Vicente, SL Benfica, Sporting Gijón, SC Braga, Torpedo Moskwa, Crvena zvezda i Yokohama F. Marinos.